# غريفيث س. إيفانز
غريفيث س. إيفانز (بالإنجليزية: Griffith C. Evans)‏ هو رياضياتي أمريكي، ولد في 11 مايو 1887 في بوسطن في الولايات المتحدة، وتوفي في 8 ديسمبر 1973 في بيركيلي في الولايات المتحدة.